# Опасные игры (фильм, 1974)
«Опасные игры» (эст. Ohtlikud mängud) — советский фильм 1974 года, снятый на киностудии «Таллинфильм» режиссёром Вельё Кяспером.

## Сюжет
1944 год, оккупированный фашистами Таллин. Трое эстонских школьников, решивших во время проведения концерта насолить немцам, случайно проникают в тайны Гестапо и спасают советского разведчика «2241»… Теперь шалости кончились, и начинается действительно опасная игра…

## В ролях
- Рене Урмет — «Старик»
- Свен-Эрик Нильсен — «Цып»
- Виктор Перебейнос — «Барабанщик»
- Юри Ярвет — «Скользкий»
- Леонхард Мерзин — «2241»
- Тиина Муттикс — Вивиан Баум, дочь доктора Баума
- Антс Эскола — доктор Баум, отец Вивиан
- Эве Киви — мать Вивиан
- Рейн Арен — отец «Старика»
- Хиля Варем-Вээ — мать «Старика»
- Юхан Валк — Лонт
- Хеленд Пеэп — «Испанец»
- Валдеко Ратассепп — начальник контрразведки
- Арнольд Сиккел — штурмбаннфюрер СС
- Аарне-Мати Юкскюла — гауптманн СД
- Ольга Чичерова — помощница
- Тыну Аав — инспектор в школе
- Юхан Саар — эпизод
- Энн Краам — фельдфебель
- и другие

## Фестивали и награды
- Специальный приз Всесоюзного фестиваля детских и юношеских фильмов (1975).
- Премия детского жюри Кинофестиваля детских и молодежных фильмов в Познани (1975).